# Archakebia apetala
Archakebia apetala là một loài thực vật có hoa trong họ Lardizabalaceae. Loài này được (Q.Xia, J.Z.Sun & Z.X.Peng) C.Y.Wu, T.C.Chen & H.N.Qin mô tả khoa học đầu tiên năm 1995.